# CPOS Farma
cPOS Farma es una plataforma tecnológica que permite a las empresas ejecutar y optimizar diversas actividades especializadas, tales como los sistemas de ventas, finanzas, gestión humana, operaciones bancarias, compras, inventarios y relaciones con los clientes. Ofrece la posibilidad de realizar procesos específicos de la empresa.
Proporciona soporte para las áreas empresariales siguientes:
- Compras
- Ventas
- Control de inventario
- Almacén o Centro de distribución
- Recursos humanos
- Reportes regulatorios

## Historia
- En  se lanza la primera versión, denominada cPOS Farma V/1. Esta versión constaba de una arquitectura a tres niveles (arquitectura multinivel):
  - Capa de presentación
  - Capa de negocios
  - Capa de datos

- A partir de 2012 se fueron lanzando distintas actualizaciones, lo cual ha propiciado constituirse en un sistema óptimo para farmacias.

En 2020, la versión cPOS Farma v1.2 está disponible globalmente, con más de 318 compilaciones.

## Composición
cPOS Farma tiene familia:
- cPOS (Punto de ventas para retail)
- cPOS Touch (Punto de ventas adaptado para el uso de pantalla táctil)

## Área operativa
- Se encarga de interactuar con todos los temas relacionados con el cliente, ya sea ventas, marketing o servicios. No sólo realiza operaciones a corto plazo, como reducir costes, sino que también adquiere capacidades que permiten llevarlas a cabo a largo plazo.
- Soporta todos los procesos que se llevan a cabo con el cliente, tales como suministro, facturación y la contabilidad de deudores.
- Proporciona conocimientos de los clientes a toda la empresa.
- Permite obtener resultados inmediatamente, a la vez que establece las pautas para lograr objetivos.
- Algunas de las áreas que atiende son:
  - Servicio.
  - Soporte de domicilio.
  - Operaciones y gestión de centros de atención al cliente.
  - Gestión de canales.
  - Gestión de sucursales.

## Área administrativa
- Da soporte a las funciones esenciales de los procesos y operaciones de la empresa.
- Permite cumplir los estándares de generación de informes financieros, mejorar el flujo de caja y gestionar los riesgos financieros.
- Optimiza los procesos de selección y motivación de los empleados.
- Mejora las operaciones para reducir costes, aumentar ingresos, maximiza la rentabilidad y la atención al cliente.
- Contabilidad financiera e interna, gestión del capital humano, gestión de operaciones, gestión de servicios corporativos y autoservicios.
- Posibilita crear y suministrar productos y optimizar los procesos de desarrollo de los productos y sistemas para acelerar su introducción en el mercado. Este módulo comprende áreas como gestión del ciclo de vida del producto, gestión del proceso completo, gestión de calidad, así como gestión del ciclo completo de los activos.

## Regulatorios
- Compatible con las impresoras fiscales con aprobación bajo resolución.
- Permite cumplir los estándares de generación de informes regulatorios.
- Reporte 606.
- Reporte 607.
- Reporte ITIL y sus Anexos A.